# Horné Otrokovce
Horné Otrokovce és un poble i municipi d'Eslovàquia que es troba a la regió de Trnava, a l'oest del país.

## Història
La primera menció escrita de la vila es remunta al 1113.

## Demografia
| Godina             | 1994 | 2004   | 2014   | 2024   |
| ------------------ | ---- | ------ | ------ | ------ |
| Nombre de persones | 904  | 897    | 865    | 893    |
| Diferència         |      | −0,77% | −3,56% | +3,23% |

| Godina             | 2023 | 2024   |
| ------------------ | ---- | ------ |
| Nombre de persones | 901  | 893    |
| Diferència         |      | −0,88% |